# José Francés y Sánchez Heredero
José Francés y Sánchez Heredero (Madrid, 1883 - Arenys d'Empordà, 1964), periodista, crític d'art, traductor i novelista espanyol. Fou un dels principals crítics d'art espanyols del seu temps, especialment des de la revista madrilenya "La Esfera", on defensà una postura de modernitat moderada, però sense arrenglerar-se encara en la defensa de l'avantguardisme. Va ser membre de la Reial Acadèmia de Belles Arts de San Fernando de Madrid, de la que va ser secretari perpetu. Estava casat amb la ballarina catalana classicista Àurea de Sarrà.